# Slag bij Panipat (1761)
De Derde Slag bij Panipat (14 januari 1761) was een veldslag tussen de troepen van de Afghaanse koning Ahmed Shah Durrani en de Maratha's. Op het spel stond de heerschappij over het noorden van India. De Afghanen werden bijgestaan door twee belangrijke inheemse bondgenoten: de nawab van Avadh Shuja-ud-Daula, vizier van het Mogolrijk; en de Rohilla's, een etnisch Afghaanse groep die zich in het noorden van India gevestigd had, aangevoerd door Najib-ud-Daula. De Maratha's werden aangevoerd door generaal Sadashiv Rao Bhau, een neef van peshwa Balaji Baji Rao. De derde slag bij Panipat was mogelijk de grootste veldslag van de 18e eeuw. Uit de klassieke oorlogsvoering is geen veldslag bekend met een hoger gemeld aantal doden in een enkele dag. De uitkomst was een verpletterende nederlaag van de Maratha's, die daardoor zodanig verzwakt werden dat ze een decennium lang geen aanspraak meer op het noorden van India konden maken. Het waren vooral de Britten die van het na afloop van de slag ontstane machtsvacuüm konden profiteren door hun heerschappij over delen van het noorden van India te vestigen.

## Voorgeschiedenis
Aan het begin van de 18e eeuw was het centrale gezag van het Mogolrijk door kostbare oorlogen, interne conflicten en de opkomst van machtige regionale elites sterk achteruit gegaan. Daarvan hadden vooral de Maratha's geprofiteerd. Voormalige vazallen van de Mogols zoals de nawabs van Avadh en Bengalen bleven de Mogolkeizer in Delhi in naam als soeverein erkennen, maar gedroegen zich de facto onafhankelijk. In 1737 bereikten de Maratha's Delhi, maar trokken zich weer terug na het sluiten van een verdrag waarin de Mogols ze belastingrecht over het noorden van hun rijk gaven. In feite werd de Mogolkeizer daarmee een marionet van de Maratha's. Ook de Afghaanse koning Nadir Shah zag de zwakke Mogols als een gemakkelijk doel. Hij viel het noorden van India binnen in 1739 en liet Delhi plunderen.
De Afghanen bleven in de daaropvolgende decennia aanwezig in het noordwestelijke deel van het voormalige Mogolrijk, zoals in Sindh, Punjab en Kasjmir. In 1747 kwam Ahmed Shah Durrani in Afghanistan aan de macht. Hij benoemde zijn zoon Timur Shah Durrani tot gouverneur van de Punjab. De Maratha's vielen in 1758 onder generaal Raghunath Rao de Punjab binnen en namen de steden Multan, Lahore en Peshawar in op de Afghanen. Ze verdreven Timur Shah uit de Punjab en Kasjmir. De macht van de Maratha's was nu op zijn hoogtepunt. De peshwa voelde zich zelfverzekerd genoeg om het idee te opperen de Mogolkeizer af te zetten en hem te vervangen door zijn zoon Vishwas Rao.
Ahmed Shah liet het hier echter niet bij zitten. Hij wierf onder de Afghaanse stammen een nieuw leger en wist in 1759 de Maratha's in delen van de Punjab terug te dringen. In de oorspronkelijk uit Afghanistan afkomstige Rohilla's, die in de doab tussen de Ganges en de Yamuna leefden, vond hij natuurlijke bondgenoten om een brede coalitie tegen de Maratha's te sluiten. Het was duidelijk dat het tot een slag moest komen om het pleit te beslechten. De Maratha's verzamelden een enorm leger, dat in maart 1760 aan een langzame mars naar het noorden begon. In het kielzog trokken veel hindoeïstische pelgrims met het Marathaleger mee, die hoopten heilige steden als Mathura, Kashi of Vrindavan te kunnen bezoeken. Volgens sommige schattingen was sprake van meer dan 300.000 ongewapende volgelingen.
Een belangrijke strategische klap voor de Maratha's was de keus van de nawab van Avadh zich bij de Rohilla-Afghaanse coalitie aan te sluiten. De nawab had lang getwijfeld over wie hij moest steunen, maar uiteindelijk gaven religieuze redenen de doorslag. De nawab was een sjiitisch moslim en legde zijn loyaliteit liever bij wat hij als het "leger van de islam" zag dan bij de hindoeïstische Maratha's. Voor Ahmed Shah maakte het bondgenootschap met de nawab de bevoorrading van zijn leger veel makkelijker.
In augustus 1760 bereikte het Marathaleger Delhi, om de stad zonder veel tegenstand in te nemen. De Maratha's rukten verder op en versloegen een 15.000 man sterk garnizoen van Afghanen bij Kunjpura. Ahmed Shah bevond zich op dat moment met de Afghaanse hoofdmacht aan de andere kant van de rivier de Yamuna, maar wist op 25 oktober de rivier over te steken, waarmee hij het Marathaleger de terugtocht naar Delhi afsneed. Hij wist daarop de Maratha's te omsingelen in de buurt van Panipat, en er volgden twee maanden van belegering. In december raakten de voorraden in het Marathakamp op en in januari volgden de eerste doden door honger. De Maratha's smeekten hun bevelhebber Sadashiv Rao slag te leveren.

## Verloop
In de morgen van 14 januari verlieten de Maratha's hun kamp, om het in het zuiden gelegen Afghaanse kamp aan te vallen. De aanval begon met het in stelling brengen van Franse artillerie, die onder leiding stond van Ibrahim Khan Gardi. Gardi wist de Rohilla's op de rechterflank van het Afghaanse leger terug te drijven. Daarop volgde de aanval van de Maratha-hoofdmacht onder Sadashiv Rao, die de linkerflank van de Afghanen aanviel en bijna wist te breken. Ahmed Shah zond echter op het juiste moment versterkingen naar het midden van zijn linie en zijn rechterflank. Tegen de middag raakten de uitgehongerde Maratha's uitgeput en begon het tij zich tegen hen te keren. De zoon van de peshwa, Vishwas Rao, werd gedood door een schot in het hoofd. Sadashiv Rao leidde persoonlijk de steeds wanhopigere aanvallen, maar sneuvelde aan het einde van de middag.
De overgebleven aanvoerder in het Marathakamp, Malhar Rao Holkar, de maharadja van Indore, zag dat de slag verloren was en wist zich met zijn troepen een uitweg te vechten. 15.000 Maratha's wisten te vluchten en Gwalior te bereiken. In de nacht ontsnapte ook een deel van de ongewapende burgers uit het Marathakamp. Onder de vluchtelingen was Sadashiv Rao's weduwe, Parvati Bai, die een leidinggevende functie in het legerkamp had uitgeoefend.
Het grootste deel van het Marathaleger sneuvelde of werd gevangengenomen. De Afghaanse troepen richtten in het kamp van de Maratha's een gruwelijk bloedbad aan, waarbij geen onderscheid tussen gewapende en ongewapende hindoes gemaakt werd. Volgens ooggetuigen zouden de Afghanen de dag na de slag rond de 40.000 krijgsgevangenen geëxecuteerd hebben. Rond de 22.000 meegereisde vrouwen en kinderen werden als slaven naar Afghanistan gevoerd.

## Gevolgen
Hoewel Ahmed Shah Durrani als gevolg van de slag de macht over het noorden van India in handen kreeg, viel zijn coalitie snel uiteen. In 1761 trok hij zich terug naar Afghanistan. Opstanden van de sikhs in Punjab weerhielden hem van verdere veldtochten tegen de Maratha's.
Het Maratharijk kwam het verlies bij Panipat nooit geheel te boven. De peshwa van de Maratha's, Balaji Baji Rao, was met versterkingen onderweg naar het noorden toen het nieuws van de nederlaag hem bereikte. De schok was zo groot dat hij eenmaal terug in Poona van verdriet zou zijn overleden.
De nawab van Avadh, Shuja-ud-Daula, kreeg snel spijt van zijn beslissing zich bij de Afghanen aan te sluiten. Samen met de Mogolkeizer, Shah Alam II, zocht hij contact met de Maratha's van Mahadji Scindia. Zodoende zouden de Maratha's in 1772 opnieuw Delhi innemen, ruim tien jaar na het verlies bij Panipat, en daarmee hun verloren macht enigszins herstellen.
Inmiddels waren de machtsverhoudingen in het noorden van India echter permanent gewijzigd ten gunste van een nieuwe macht: de Britse East India Company. Deze had met de slagen bij Plassey (1757) en Buxar (1764) een groot deel van het noordoosten van India veroverd. Deze slagen waren vergeleken bij Panipat geen grote militaire gebeurtenissen geweest. Panipat had echter de Maratha's zodanig verzwakt, dat er een machtsvacuüm ontstond, waar de Britten gebruik van maakten. Achteraf gezien kan dan ook gesteld worden dat de Britten de werkelijke winnaars van de slag bij Panipat waren.